# Grelha de partida

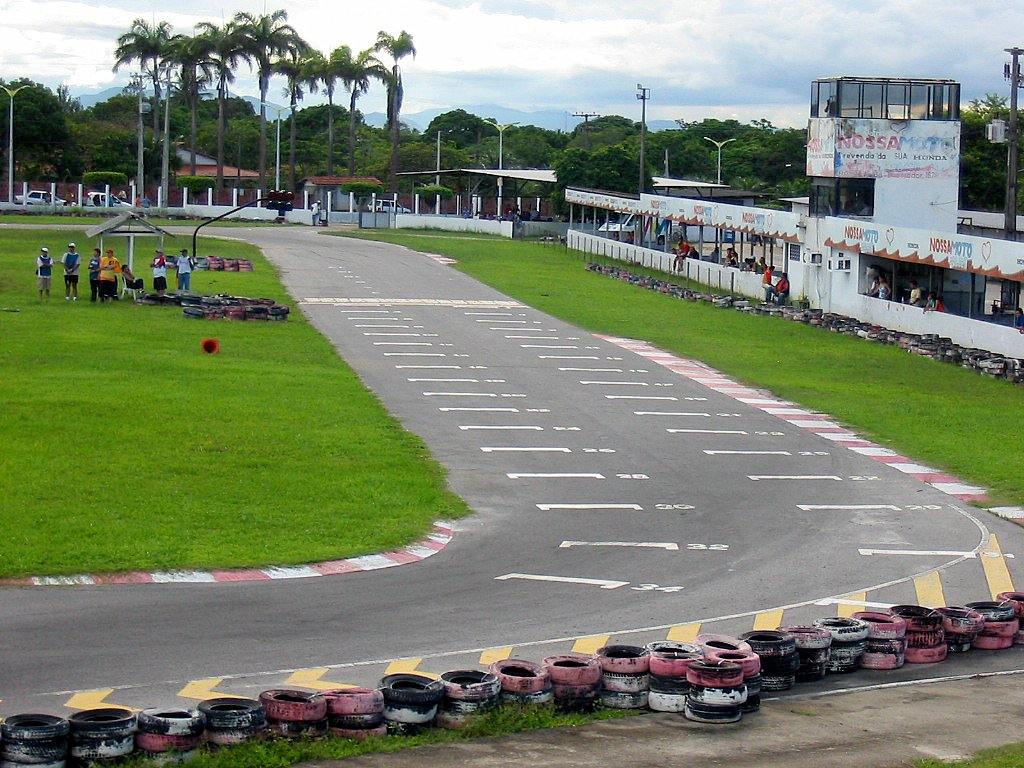
Grid de largada de pista de kart

Grelha de partida, Grid de largada ou Grelha de largada é a posição onde os competidores de diversas corridas automobilísticas posicionam-se antes de ser dada a largada.
A grelha estática é usada em oposição às largadas em movimento (como as usadas em ovais da NASCAR e à largada estilo Le Mans, em que os carros posicionavam-se próximo à mureta e os pilotos, do outro lado da pista, corriam em direção a ele para dar a partida e, assim, iniciar a corrida.